# Коммунистическая партия Чехии и Моравии
Коммунисти́ческая па́ртия Чехии и Мора́вии (чеш. Komunistická strana Čech a Moravy, KSČM) — действующая в Чехии политическая партия, придерживающаяся коммунистической идеологии.
Учредительный съезд прошёл 31 марта 1990 года.
В 2004–2024 годах состояла в левой политической группе в Европарламенте — Европейские объединённые левые, но была исключена за свой альянс «Хватит» (Stačilo!) с правыми националистами. Коммунистическая партия Чехии и Моравии также является наблюдателем в Партии европейских левых.

## Политическая платформа
Партия является наследницей Коммунистической партии Чехословакии, основанной в 1921 году. Руководство партии отказалось от исключения слова «коммунистический» в своём названии, подчёркивая свою преемственность с КП Чехословакии. При этом руководство партии критикует ошибки КП Чехословакии. Другие политические партии Чехии неохотно идут на контакт с КПЧМ. В то же время, партия поддерживает социал-демократов по многим вопросам (в частности, коммунисты голосовали за вынесение вотума недоверия Миреку Тополанеку).
Численность членов партии неуклонно снижается: с 354 549 членов в 1992 году до 75 000 в 2008 году и 28 700 (декабрь 2021 года). Средний возраст членов партии составляет 69 лет.
В феврале 2010 года правящая Гражданская демократическая партия озвучила предложение о передаче в Верховный суд заявления о запрете КПЧМ в связи с нарушением Конституции.
В 2015 году депутатская фракция Коммунистической партии Чехии и Моравии (КПЧМ) отказалась ратифицировать Соглашение об ассоциации Украина – ЕС и наложила на него вето.
В 2024 году партия провела митинг протеста против политических репрессий на Украине.

## Организационная структура
КПЧМ состоит из краевых организаций (Krajská organizace) по одной на край, краевые организации из окружных организаций (Okresní organizace) по одной на статуарный город или округ, окружные организации из первичных организаций (Základní organizace, ZO) по одной на город, общину или район.
Высший орган — съезд (sjezd), между съездом — центральный комитет, исполнительный орган — исполнительный комитет центрального комитета, высшие органы краевых организаций — краевые конференции, между краевыми конференциями — краевые комитеты, между заседаниями краевых комитетов — исполнительные комитеты краевых комитетов, высшие органы окружных организаций — окружные конференции, между окружными конференциями — окружные комитеты, между заседаниями окружных комитетов — исполнительные комитеты окружных комитетов, высшие органы первичных организаций — собрания членов (Členská schůze), между собраниями членов — комитеты.
Молодёжная организация — Коммунистический союз молодёжи (Komunistický svaz mládeže, КСМ). КСМ состоит из координационных центров, координационные центры из клубов. Высший орган — съезд (sjezd), между съездами — центральный совет (Ústřední rada), исполнительный орган — президиум центрального совета, высшее должностное лицо — председатель (Předseda). Высший орган клуба — общее собрание (členská schůze), между общими собраниями — комитет клуба (Výbor klubu), высшее должностное лицо клуба — председатель клуба (Předseda klubu)

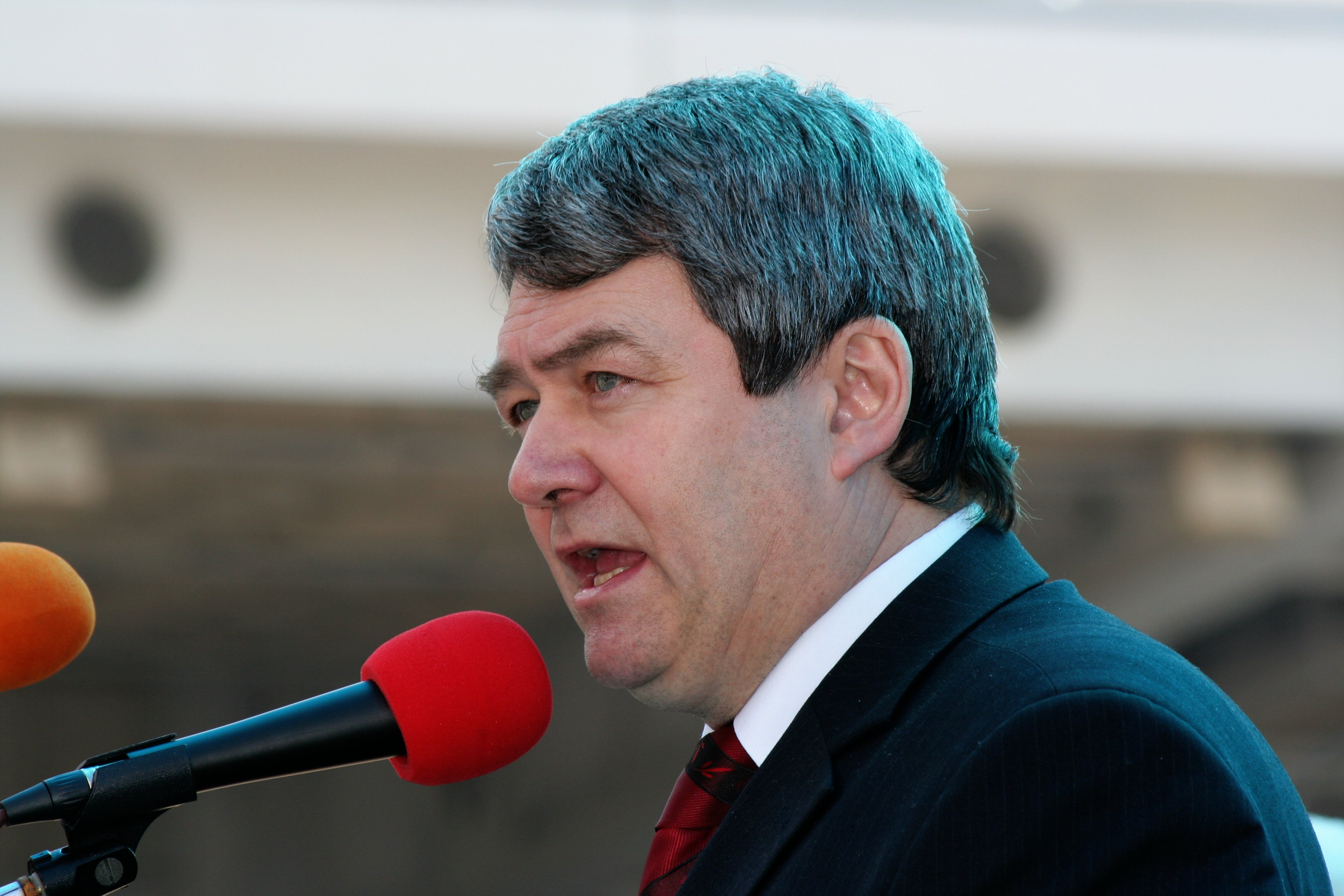
Выступление бывшего лидера КПЧМ Войтеха Филипа

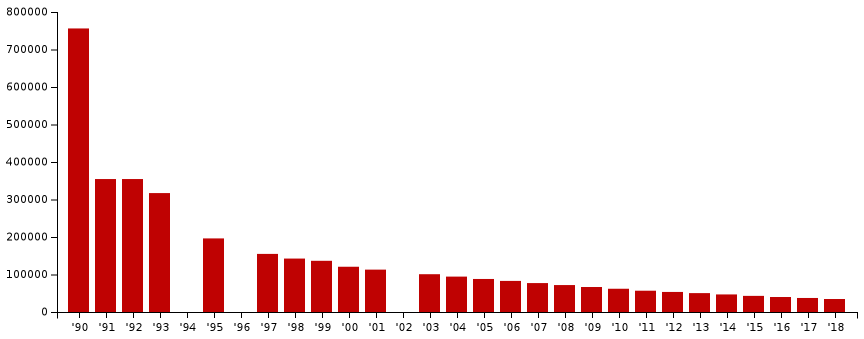

## Количество членов партии
Количество членов Коммунистической партии Чехии и Моравии постепенно снижается с самого ее основания в 1989 году.
| Год  | Кол-во членов | Год  | Кол-во членов | Год  | Кол-во членов |
| ---- | ------------- | ---- | ------------- | ---- | ------------- |
| 1989 | 1 701 085     | 1999 | 136 516       | 2009 | 66 627        |
| 1990 | 756 120       | 2000 | 120 673       | 2010 | 61 990        |
| 1991 | 354 545       | 2001 | 113 000       | 2011 | 56 763        |
| 1992 | 354 549       | 2002 |               | 2012 | 53 479        |
| 1993 | 317 104       | 2003 | 100 781       | 2013 | 50 353        |
| 1994 |               | 2004 | 94 396        | 2014 | 46 845        |
| 1995 | 196 224       | 2005 | 88 081        | 2015 | 42 994        |
| 1996 |               | 2006 | 82 894        | 2016 | 39 956        |
| 1997 | 154 923       | 2007 | 77 115        | 2017 | 37 402        |
| 1998 | 142 490       | 2008 | 71 823        | 2018 | 34 622        |

## Партия на выборах

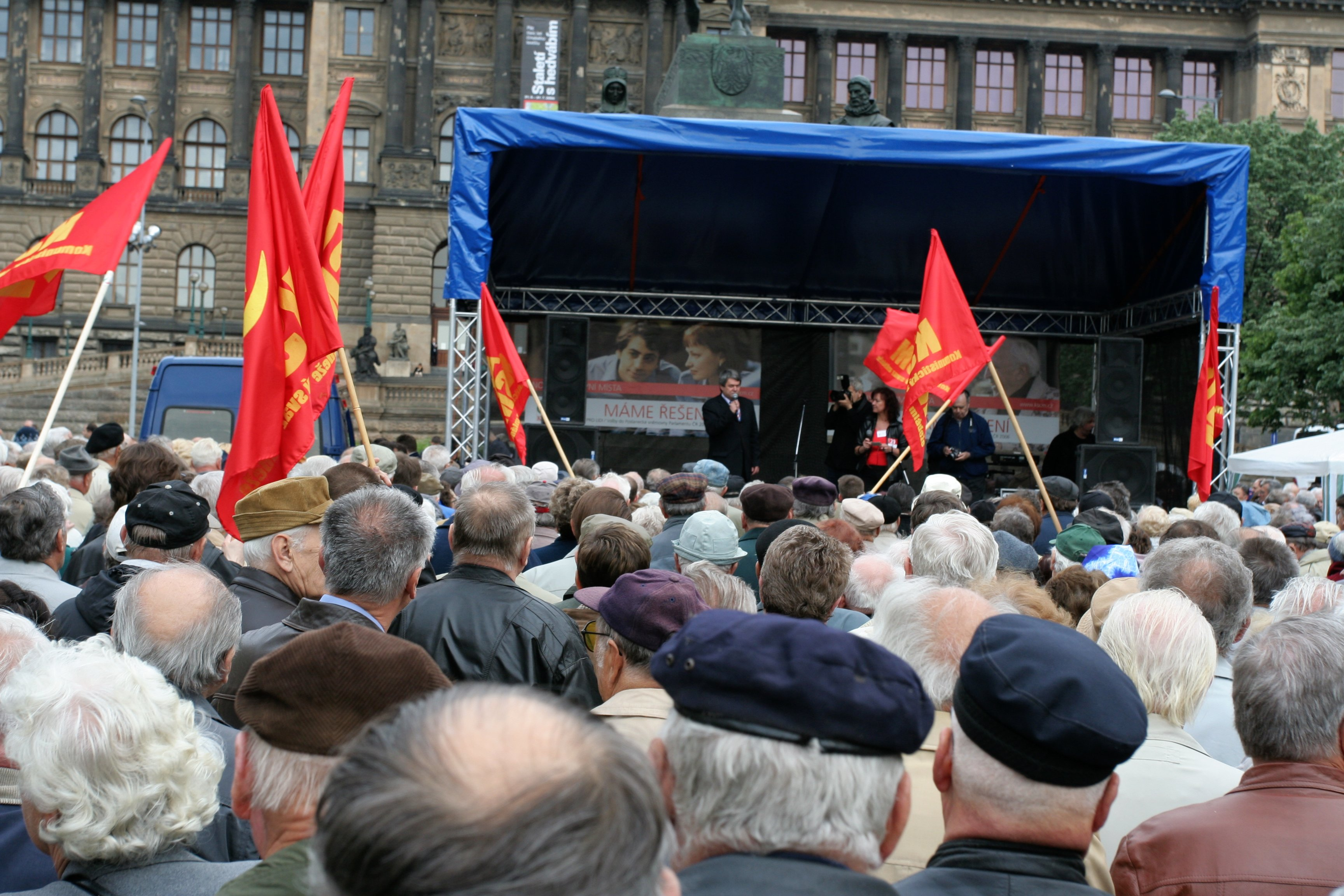
Предвыборный митинг КПЧМ перед выборами 2006 года

Избиратели партии — в основном безработные из промышленно развитых областей и пожилые люди.

### Результаты выборов в Палату депутатов
- 1996. 10,33 % (626 136) голосов. 22 места (из 200).
- 1998. 11,03 % (658 550) голосов. 24 места.
- 2002. 18,51 % (882 653) голосов. 41 место.
- 2006. 12,81 % (685 328) голосов. 26 мест.
- 2010. 11,27 % (589 765) голосов. 26 мест.
- 2013. 14,91 % (741 044) голосов. 33 места.
- 2017. 7,8 % (393 100) голосов. 15 мест.
- 2021. 3,60 % (193 817) голосов. 0 мест.

### Представительство в Сенате
- 1996. 2 места. (из 81).
- 1998. 2 места.
- 2002. 1 место.
- 2004. 1 место.

- 2006. 3 места.
- 2007. 1 место.
- 2008. 1 место.
- 2012. 1 место.
- 2014. 1 место.
- 2016. 1 место.
- 2018. 0 мест.
- 2020. 0 мест.
- 2022. 0 мест.
- 2024. 0 мест.

### Европарламент
| Год  | Голоса  | Голоса | Изменения | Изменения | Мандаты | +/-     | Примечания |
| Год  | Голоса  | %      | Голоса    | %         | Мандаты | +/-     | Примечания |
| ---- | ------- | ------ | --------- | --------- | ------- | ------- | ---------- |
| 2004 | 472 862 | 20,26  | Впервые   | Впервые   | 6 из 24 | Впервые |            |
| 2009 | 334 577 | 14,18  | ▼ 138 285 | ▼ 6,08    | 4 из 22 | ▼ 2     |            |
| 2014 | 166 478 | 10,98  | ▼ 168 099 | ▼ 3,20    | 3 из 21 | ▼ 1     |            |
| 2019 | 164 624 | 6,94   | ▼ 1 854   | ▼ 4,04    | 1 из 21 | ▼ 2     |            |

## Известные члены КПЧМ
- Владимир Ремек — первый чешский космонавт.
- Карел Урбанек – бывший секретарь ЦК КПЧ и бизнесмен.